# أيمن حسن
أيمن محمد حسن محمد (18 نوفمبر 1967) من مواليد مدينة الزقازيق، محافظة الشرقية، هو عسكري من سلاح حرس الحدود المصري، اجتاز الحدود المصرية-الإسرائيلية في 26 نوفمبر 1990 وهاجم عدة مركبات عند معبر عين نطفيم شمال غرب إيلات، مما أسفر عن مقتل أربعة إسرائيليين.

## هجوم معبرعين نطفيم
حسب رواية أيمن حسن، فقد نفذ هجومه رداً على إساءة جنود إسرائيليين للعلم المصري، وقيام الإسرائيليين بمذبحة المسجد الأقصى الأولى، وتمكن في الهجوم من قتل 21 ضابطاً وجندياً إسرائيلياً وجرح 20 آخرين (المؤكد أربعة قتلى وسبعة وعشرين مصاباً) بعد مهاجمة سيارة جيب وحافلتين إسرائيليين وعندما أصيب في رأسه عاد إلى الحدود المصرية ليسلم نفسه.

### محاكمته
بدأت محاكمة أيمن حسن منتصف ديسمبر 1990 وتم النطق بالحكم في 6 أبريل 1991 بالسجن المؤبد لمدة 12 عامًا بتهمة القتل العمد مع سبق الإصرار.

## خروجه من السجن
خرج أيمن من السجن بعد عشر سنوات في 2000 وبعد خروجه تزوج من ابنة خاله وأنجب ثلاثة أبناء محمد وفارس وندى.

## وصلات خارجية
- أشياء لا تشترى ج2، برنامج تحت المجهر، قناة الجزيرة، 14 مايو 2009م - فيديو على يوتيوب
- ابطال منسيون - فيديو على يوتيوب
- فيديو: أيمن حسن على قناة المحور على يوتيوب